# Decreto Secreto
Un  Decreto Secreto es aquella norma legal emitida por el Poder Ejecutivo para detener, asignar fondos y otras dentro de sus funciones que adquieren el carácter de Secreto por alguna razón relativa a la Defensa Nacional, Inteligencia y Seguridad de Estado.

## Regulación por países

### Argentina
En Argentina fue donde más se emitieron Decretos Secretos en total entre 1957-2003 se emitieron más 5000 decretos secretos-reservados, la mayoría en dictadura militar con más de 1500 aún no publicados.  
Se usaron para comprar armas, detener personas a disposición del P.E.N, autorizar gastos extraordinarios, etc. 
En épocas recientes dichos Decretos Secretos fueron desclasificados por Cristina Fernandéz de Kichner mediante el Decreto 2103/12, y otros más pertenecientes a las dictaduras de Juan Carlos Onganía y Alejandro Agustín Lanusse en el gobierno de Mauricio Macri 

#### Ejemplos
Decreto S 1036/1978
Bs. As., 10/5/1978
VISTO lo resuelto por el señor Comandante en Jefe de la Armada y lo informado por el señor Ministro de Defensa,
EL PRESIDENTE
DE LA NACION ARGENTINA
DECRETA:
Artículo 1° — Convalidar la Resolución del
señor Comandante en Jefe de la Armada N° 285
del 19 de abril de 1978, por la cual se da de baja
obligatoria de la Armada Argentina, con fecha
1° de abril de 1978; del Cuerpo Profesional - Escalafón Sanidad-Medicina, al señor Teniente de Fragata “en comisión” D. Juan Carlos IGURI (Cl. 1945 - D.M. Santa Fé - M.I. 6.254.784 - Expte. DGPN,PGE(CM4) N°  222/78), de conformidad con las disposiciones del Articulo 20 - Inciso 2° de la Ley N° 19.101.
Art. 2° — Comuníquese, dese a la Dirección
Nacional del Registro Oficial y archívese. — VIDELA